# Stanford Moore
Stanford Moore (* 4. September 1913 in Chicago; † 23. August 1982 in New York City) war ein US-amerikanischer Biochemiker. Er erhielt 1972 den Nobelpreis für Chemie für seine Arbeiten zur chemischen Struktur und zur katalytischen Wirkung des aktiven Zentrums des Ribonuklease-Moleküls.

## Biographie
Stanford Moore studierte Chemie an der Vanderbilt University in Nashville und ging danach an die University of Wisconsin–Madison, wo er 1938 bei Karl Paul Link mit der Arbeit The Identification of Carbohydrates as Benzimidazole Derivatives promovierte. Danach folgte er einem Ruf auf eine Professur für Biochemie nach New York, wo er mit William Howard Stein arbeitete. 1960 wurde er sowohl in die American Academy of Arts and Sciences als auch in die National Academy of Sciences gewählt.

## Werk
William H. Stein und Stanford Moore gelang es mit der Ribonuklease erstmals, die Primärstruktur eines Enzymmoleküls vollständig aufzuklären, wobei sie einen von ihnen entwickelten Aminosäureanalysator einsetzten. Dieses Gerät ermöglichte es, Proteine aufzulösen, die aus einer größeren Anzahl einzelner Aminosäuren aufgebaut sind. Durch die Aufklärung der Struktur wurde der Weg zum Verständnis dieses Enzyms geebnet und die Grundlage zur Erforschung weiterer Enzyme gelegt.

## Veröffentlichungen (Auswahl)
- mit William Howard Stein: Photometric ninhydrin method for use in the chromatography of amino acids. In: J Biol Chem. Band 176, 1948, S. 367 ff.
- mit William Howard Stein: Chromatography of amino acids on sulfonated polysterine resins. In: J Biol Chem. Band 192, 1951, S. 663 ff.
- mit William Howard Stein und D. H. Spackman: Chromatography of amino acids on sulfonated polystyrene resins. An improved system. In: Anal Chem. Band 30, 1958, S. 1185–1189.
- mit D. H. Spackman und William Howard Stein: Automatic recording apparatus for use in the chromatography of amino acids. In: Anal Chem. Band 30, 1958, S. 1190 ff.